# Navadna lisička
Navadna lisička (znanstveno ime Cantharellus cibarius) je gliva iz rodu lisičk (Cantharellus).
Je priljubljena in dobro prepoznavna goba, ki jo je težko zamenjati s strupenimi vrstami.

### Značilnosti
Klobuk je gladek, najprej polkrožen, kasneje se razpre in dobi valovit rob. Je rumene ali rumeno-oranžne barve.
Trosovnica je sestavljena iz gubastih letvic, ki potekajo po betu navzdol in se večkrat viličasto razcepijo. Letvice se razlikujejo od lističev pri podobnih gobah in so bistvena lastnost določevanja.
Bet je valjast, pogosto ukrivljen in v dnišču ožji. Barva beta je podobna barvi klobuka.

### Podobne vrste
- Pobeljena lisička (Cantharellus pallens) je bolj mesnata in svetlejše barve[2].
- Luskata lisička (Cantharellus amethysteus) ima luskat klobuk z vijoličastim nadihom[1][2].
- Žametna lisička (Cantharellus fresii) je drobnejša, klobuk je bolj rdečkast in hife imajo tanjše stene[2].
- Čokata žilolistka (Gomphus clavatus) ima vijoličasto obarvane letvice ali žilice[1].
- Divji lisičkovec (Hygrophoropsis aurantiaca) ima trosovnico sestavljeno iz gostih lističev, bet pa je temnejše barve[1].

### Razširjenost in življenjski prostor
Pojavlja se na kislih tleh z različnimi mikoriznimi partnerji kot so smreka, bor, hrast in bukev.

### Uporabnost
Je užitna in zelo cenjena.

### Mikroskopske značilnosti
Trosi so elipsasti in gladki. Velikost: 7,5-10 x 4-6 µm.
Hife imajo razmeroma debele celične stene.